# 초원뛰는쥐
초원뛰는쥐(Zapus hudsonius)는 뛰는쥐과에 속하는 설치류의 일종이다. 가장 널리 분포하는 자푸스아과 종이다. 동쪽으로 대서양 해안부터 서쪽의 그레이트플레인스까지, 캐나다와 알래스타의 북극 삼림한계선부터 남쪽으로 미국 조지아주와 애리조나주, 뉴멕시코주에 이르는 광범위한 지역에 분포한다. 2014년 중반 뉴멕시코 지역의 아종 Zapus hudsonius luteus가 연방의 멸종위기 종의 보호에 관한 법률(Endangered Species Act)에 의해 멸종위기종으로 지정됐다.